# Saint-Jacques-d'Atticieux
Saint-Jacques-d'Atticieux é uma comuna francesa na região administrativa de Auvérnia-Ródano-Alpes, no departamento de Ardèche. Estende-se por uma área de 4,97 km². Em 2010 a comuna tinha 305 habitantes (densidade: 61,4 hab./km²).